# Reynoutria fargesii
Reynoutria fargesii är en slideväxtart som först beskrevs av Henry Fletcher Hance, och fick sitt nu gällande namn av T. Yamazaki. Reynoutria fargesii ingår i släktet jättesliden, och familjen slideväxter. Inga underarter finns listade i Catalogue of Life.